# 防衛力整備計画 (2023)
防衛力整備計画（ぼうえいりょくせいびけいかく、英語: Defense Buildup Program）は、自衛隊の保有する実力などの日本が保有すべき防衛力の水準とその方策を示した中長期的な整備計画。2022年に「中期防衛力整備計画」は「防衛力整備計画」に改称された。令和4年度に新たな「防衛力整備計画」が発表され、31中期防は廃止された。本記事では令和5年度（2023年4月）から令和9年度（2028年3月）までの防衛力整備計画について解説する。これはいわゆる「安保三文書」の一つである。

## 概要
宇宙・サイバー・電磁波領域を含む全ての領域における能力を有機的に融合し、平時から有事までのあらゆる段階における柔軟かつ戦略的な活動の 常時継続的な実施を可能とする多次元統合防衛力を抜本的に強化するとあり、改定された国家安全保障戦略および防衛計画の大綱に代わって策定された国家防衛戦略とともに2022年12月16日に閣議決定された。
5年間の防衛力整備に係る金額は43兆円程度とされており、総額は31中期防の約1・5倍となり過去最大となる。これを賄うために防衛力強化資金の創設などをうたう。

## 方針
「5年後の2027年度までに、我が国への侵攻が生起する場合には、我が国が主たる責任をもって対処し、同盟国等の支援を受けつつ、これを阻止・排除できるように防衛力を強化する。
おおむね10年後までに、防衛力の目標をより確実にするため更なる努力を行い、より早期かつ遠方で侵攻を阻止・排除できるように防衛力を強化する。」としている。
防衛上必要な機能・能力として、侵攻そのものを抑止するために「スタンド・オフ防衛能力」と「統合防空ミサイル防衛能力」を、万が一抑止が破れ、侵攻が生起した場合に優勢を確保するため、「無人アセット防衛能力」、「領域横断作戦能力」、「指揮統制・情報関連機能」を、さらに迅速かつ粘り強く活動し続けて、相手方の侵攻意図を断念させるため、「機動展開能力・国民保護」、「持続性・強靱性」を強化する。また、いわば防衛力そのものである防衛生産・技術基盤に加え、防衛力を支える人的基盤等も重視する。
人口減少と少子高齢化が急速に進展し、募集対象者の増加が見込めない状況においても、自衛隊員の人材確保のため、人的基盤の強化に関する各種施策を総合的に推進する。
日米共同の統合的な抑止力を一層強化するため、宇宙・サイバー・電磁波を含む領域横断作戦に係る協力および相互運用性の向上等を推進するとともに、情報保全及びサイバーセキュリティに係る取組並びに装備・技術協力を強化する。また、在日米軍の駐留を支えるための施策を着実に実施する。
自由で開かれたインド太平洋というビジョンを踏まえ、多角的・多層的な防衛協力・交流を積極的に推進するため、円滑化協定(RAA)、物品役務相互提供協定(ACSA)、情報保護協定等、防衛装備品・技術移転協定等の制度的枠組みの整備に更に推進するとともに、共同訓練・演習、防衛装備・技術協力、能力構築支援、軍種間交流を含む取組等を推進する。
防衛力の抜本的強化に当たっては、スクラップ・アンド・ビルドを徹底して、組織定員と装備の最適化を実施するとともに、効率的な調達等を進めて大幅なコスト縮減を実現してきたこれまでの努力を更に強化していく。あわせて、人口減少と少子高齢化を踏まえ、無人化・省人化・最適化を徹底していく。

## 主要事業ほか

### スタンド・オフ防衛能力
- 12式地対艦誘導弾能力向上型(地上発射型・艦艇発射型・航空機発射型)、島嶼防衛用高速滑空弾および極超音速誘導弾の開発、トマホークの導入を実施・継続する。
- 発射プラットホームとして潜水艦に搭載可能な垂直ミサイル発射システム（VLS）、輸送機搭載システム等を開発・整備する。
- 目標情報の収集として衛星コンステレーションを活用した画像情報等の取得や無人機（UAV）、目標観測弾の整備等を行う。

### 統合防空ミサイル防衛能力
- 極超音速滑空兵器（HGV）等の探知・追尾能力の強化としてペトリオット・システム改修、新型レーダー（LTAMDS）を導入する。対処能力の強化として弾道ミサイル防衛用迎撃ミサイル（SM-3ブロックIIA）、能力向上型迎撃ミサイル（PAC-3MSE）、長距離艦対空ミサイル（SM-6）[5]等を取得する。
- 主に弾道ミサイル防衛に従事するイージス・システム搭載艦を整備する。
- 早期警戒機（E-2D）を増勢する。
- 高出力レーザーや高出力マイクロ波(HPM)等の指向性エネルギー技術の組み合わせにより、小型無人機（UAV）等への非物理的な手段による対処能力を早期に整備する。

### 無人アセット防衛能力
- 情報収集・警戒監視・偵察・ターゲティング（ISRT）のため、洋上監視用の滞空型無人機（UAV）、艦載型の無人アセット、偵察用無人機（UAV）等を整備する。
- 輸送用無人機(UAV)の導入を検討する。
- 侵攻の阻止・排除するため、多用途/攻撃用無人機（UAV）および小型攻撃用無人機（UAV）を整備する。
- 艦艇と連携する無人水上航走体（USV）や水中優勢を確保する各種無人水中航走体 (UUV）を開発・整備する。
- 無人車両（UGV）と無人機（UAV）を組み合わせ駐屯地・基地等や重要施設の警備に当てる。
- 有人機と無人機（UAV）の連携・ 複数の無人アセットを同時に運用する能力の強化を図る。

### 領域横断作戦能力
- 宇宙領域のおける能力と強化のため、宇宙領域からの情報収集能力を強化・アメリカ合衆国との連携強化・民間衛星の利用等で補完しつつ、衛星コンステレーションを構築する。また宇宙領域把握（SDA）に関する能力強化のため、 2026年度に打ち上げ予定の宇宙領域把握（SDA）衛星の整備に加え、 更なる複数機での運用を検討する。
- サイバー領域における能力強化のため、陸上自衛隊通信学校を陸上自衛隊システム通信・サイバー学校に改編する。先述の取り組み等のため2027年度を目途に、自衛隊サイバー防衛隊等のサイバー関連部隊を約 4,000人に拡充し、これにより防衛省・自衛隊のサイバー要員を約2万人体制とする。
- 電磁波領域における能力強化のため、レーダー妨害機能を有するネットワーク電子戦システム(NEWS)の整備、脅威圏外から通信妨害等を行うスタンド・オフ電子戦機および脅威圏内において各種電子妨害を行うスタンド・イン・ジャマー等の開発、固定翼哨戒機等への電子妨害能力の付与の検証、小型無人機（UAV）に対処する車両搭載型レーザー装置の運用を開始、高出力レーザー、高出力マイクロ波（HPM）等の指向性エネルギー技術の早期装備化を図る。

### 指揮統制・情報関連機能
- 指揮統制機能の強化として各自衛隊の一元的な指揮を可能とする指揮統制能力に関する検討等を進める。
- 情報収集・分析等の機能強化のため、宇宙領域からの情報収集能力を強化・アメリカとの連携強化・民間衛星の利用等で補完しつつ、衛星コンステレーションを構築する。また、情報収集・警戒監視・偵察・ターゲティング(ISRT)の実施に必要な無人機（UAV）等を取得する。
- 認知領域を含む情報戦への対処として、情報本部の体制を強化、人工知能（AI）を活用した各国等の公開情報の自動収集・分析・SNS上の情報等を自動収集する機能の整備等を行う。

### 機動展開能力・国民保護
- 南西地域への部隊の迅速かつ確実な輸送のため、輸送船舶（中型級船舶（LSV）、小型級船舶（LCU）及び機動舟艇、輸送機（C-2）、空中給油・輸送機（KC-46A等）、輸送・多用途ヘリコプター（CH-47J/JA、UH-2）等の各種輸送アセットの取得を推進する。
- 海上輸送力を補完するため、車両およびコンテナの大量輸送に特化した民間資金等活用事業（PFI）船舶を確保する。
- 南西地域への輸送における自己完結性を高めるため、輸送車両（コンテナトレーラー）および荷役器材（大型クレーン、大型フォークリフト等）を取得する。また揚陸支援システムの研究開発を進める。

### 持続性・強靭性
- 12式地対艦誘導弾能力向上型等のスタンド・オフ・ミサイル、弾道ミサイル防衛用迎撃ミサイル（SM-3ブロックIIA）、能力向上型迎撃ミサイル（PAC-3MSE）、長距離艦対空ミサイル(SM-6）、 03式中距離地対空誘導弾（改善型）能力向上型等の各種弾薬の必要な数量を早期に整備、弾薬の維持整備体制の強化を図る。
- 各種弾薬の取得に連動して、必要となる火薬庫を整備する。
- 燃料タンクの新規整備および民間燃料タンクの借り上げを実施、糧食・被服の必要数量を確保する。
- 防衛装備品の部品不足による非可動（共食い整備）を解消し、2027年度までに装備品の可動数を最大化する。
- 主要司令部等の地下化・構造強化・電磁パルス（EMP）攻撃対策、戦闘機用の分散パッド、アラート格納庫のえん体化、ライフライン多重化等を実施する。
- 既存施設の更新は、防護性能を付与し、施設の機能・重要度に応じた構造強化、離隔距離確保のための再配置、集約化等を実施する。
- 大規模災害時等における自衛隊施設の被災による機能低下を防ぐため、 被害想定が甚大かつ運用上重要な駐屯地・基地等から、津波等の災害対策等を推進する。

### 衛生機能の変革
自衛隊那覇病院の病床の増加、診療科の増設、地下化等の機能強化を図り、その他の後送先となる自衛隊病院についても、同様の機能強化を図る。戦傷医療における死亡の多くを占める失血死を防ぐために自衛隊において血液製剤を自律的に確保・備蓄する態勢の構築について検討する。また、衛生に係る統合運用体制の強化を図る。

### 装備の最適化
- 陸上自衛隊については一部を除き師団・旅団の飛行隊を廃止し、各方面隊にヘリコプター機能を集約するとともに、対戦車・戦闘ヘリコプターおよび観測ヘリコプターの機能を多用途/攻撃用無人機（UAV）および偵察用無人機（UAV）等に移管し、今後、用途廃止を進める。その際、既存ヘリコプターの武装化等により最低限必要な機能を保持する。
- 海上自衛隊については、広域での洋上監視能力強化のため滞空型無人機(UAV)を取得することに伴い、固定翼哨戒機（P-1）の取得数を一部見直す。護衛艦(「いずも」型)への戦闘機(F-35B)の搭載等、艦載所要の見直しにより、哨戒ヘリコプター（SH-60K（能力向上型））の取得数を一部見直す。多用機（U-36A）の用途廃止を進める。
- 航空自衛隊については、保有機種の最適化のため救難捜索機（U-125A）等の用途廃止を進める。

## 組織改編
- 共通

1. 常設の統合作戦司令部を創設
2. 共同の部隊として自衛隊海上輸送群を新編
3. 陸上自衛隊高等工科学校を各自衛隊の共同化および男女共学化

- 陸上自衛隊

1. 第15旅団を師団に改編
2. 島嶼防衛用高速滑空弾を装備した部隊、島嶼防衛用高速滑空弾(能力向上型)および極超音速誘導弾を装備した長射程誘導弾部隊を新編
3. 対空電子戦部隊を新編・島嶼部の電子戦部隊を強化・情報収集、攻撃機能等を保持した多用途無人航空機部隊を新編・認知領域を含む情報戦において優位を確保するための部隊を新編
4. 南西地域に補給処支処を新編・補給統制本部を改編
5. 即応予備自衛官を主体とする部隊を廃止し、同部隊所属の常備自衛官をスタンド・オフ防衛能力、サイバー領域等における能力の強化に必要な増員所要に充当
6. 陸上自衛隊通信学校を陸上自衛隊システム通信・サイバー学校に改編（再掲）

- 海上自衛隊

1. 護衛艦、掃海艦艇等を一元的に管理するため、水上艦艇部隊に改編
2. 海上自衛隊情報戦基幹部隊を新編
3. 各種無人アセット(滞空型無人機（UAV）、既存艦艇の活用を含む無人水上航走体（USV）、無人水中航走体(UUV)等)を運用する無人機部隊を新編
4. 一元的な教育の実施および教育効果の向上のため、海上自衛隊第1術科学校と海上自衛隊第2術科学校を統合

- 航空自衛隊

1. 空自作戦情報基幹部隊を新編
2. 宇宙作戦群を、将官を指揮官とする宇宙作戦集団に改編
3. 航空自衛隊を航空宇宙自衛隊に改称

## 主要装備調達計画
スタンド・オフ防衛能力
| 装備                                                                | 整備規模           |
| ------------------------------------------------------------------- | ------------------ |
| 12式地対艦誘導弾能力向上型 （地上発射型、艦艇発射型、航空機発射型） | 地上発射型11個中隊 |
| 島嶼防衛用高速滑空弾                                                |                    |
| 極超音速高速滑空弾                                                  |                    |
| トマホーク                                                          |                    |

統合防空ミサイル防衛能力
| 装備                                             | 整備規模 |
| ------------------------------------------------ | -------- |
| 03式中距離地対空誘導弾（改善型）能力向上型       | 14個中隊 |
| イージス・システム搭載艦                         | 2隻      |
| 早期警戒機（E-2D）                               | 5機      |
| 弾道ミサイル防衛用迎撃ミサイル（SM-3ブロックⅡA） |          |
| 能力向上型迎撃ミサイル（PAC-3MSE）               |          |
| 長距離対空ミサイルSM-6                           |          |

無人アセット防衛能力
| 装備    | 整備規模 |
| ------- | -------- |
| 各種UAV |          |
| USV     |          |
| UGV     |          |
| UUV     |          |

領域横断作戦能力
| 装備                               | 整備規模 |
| ---------------------------------- | -------- |
| 護衛艦                             | 12隻     |
| 潜水艦                             | 5隻      |
| 哨戒艦                             | 10隻     |
| 補給艦                             |          |
| 固定翼哨戒機（P-1）                | 19機     |
| 戦闘機（F-35A）                    | 40機     |
| 戦闘機（F-35B）                    | 25機     |
| 戦闘機（F-15）の能力向上           | 54機     |
| スタンド・オフ電子戦機             | 1機      |
| ネットワーク電子戦システム（NEWS） | 2式      |

指揮統制・情報関連機能
| 装備                   | 整備規模 |
| ---------------------- | -------- |
| 電波情報収集機（RC-2） | 3機      |

機動展開能力・国民保護
| 装備                         | 整備規模 |
| ---------------------------- | -------- |
| 輸送船舶                     | 8隻      |
| 輸送機（C-2）                | 6機      |
| 空中給油・輸送機（KC-46A等） | 13機     |

## 装備調達実績
共同
| 装備              | 2023 | 2024 | 2025 | 2026 | 2027 | 合計 | 内容         |
| ----------------- | ---- | ---- | ---- | ---- | ---- | ---- | ------------ |
| 中型級船舶（LSV） | -    |      | 1隻  |      |      |      | ようこう型   |
| 小型級船舶（LCU） | 2隻  |      | 1隻  |      |      |      | にほんばれ型 |
| 機動舟艇          | -    | 3隻  | 1隻  |      |      |      |              |

陸上自衛隊
| 装備                          | 2023    | 2024    | 2025     | 2026 | 2027 | 合計 | 内容                                 |
| ----------------------------- | ------- | ------- | -------- | ---- | ---- | ---- | ------------------------------------ |
| 新小銃                        | 8,577丁 | 9,927丁 | 10,000丁 |      |      |      | 20式5.56mm小銃                       |
| 新拳銃                        |         |         |          |      |      |      | 9mm拳銃SFP9                          |
| 対人狙撃銃                    |         |         |          |      |      |      | M24A2対人狙撃銃                      |
| 迫撃砲                        |         |         |          |      |      |      | 60mm迫撃砲(B)                        |
| 迫撃砲                        |         |         |          |      |      |      | 120mm迫撃砲 RT                       |
| 戦車                          | 9両     | 10両    | 12両     |      |      |      | 10式戦車                             |
| 機動戦闘車                    | 24両    | 19両    | 15両     |      |      |      | 16式機動戦闘車                       |
| 装甲車                        | 26両    | 28両    | 28両     |      |      |      | AMV XP                               |
| 歩兵戦闘車                    |         | 24両    | 18両     |      |      |      | 24式装輪装甲戦闘車                   |
| 機動迫撃砲                    |         | 8両     | 8両      |      |      |      | 24式機動120mm迫撃砲                  |
| 共通戦術装輪車 （偵察戦闘型） |         |         | 6両      |      |      |      | 共通戦術装輪車 (偵察戦闘型)          |
| 火砲                          |         | 16両    | 14両     |      |      |      | 19式装輪自走155mmりゅう弾砲          |
| 新多用途ヘリコプター          | 13機    | 16機    | 16機     |      |      |      | UH-2                                 |
| 輸送ヘリコプター              |         | 12機    |          |      |      |      | CH-47JA                              |
| 地対艦誘導弾                  |         |         |          |      |      |      | 12式地対艦誘導弾                     |
| 地対艦誘導弾                  |         |         | 2式      |      |      |      | 12式地対艦誘導弾能力向上型（地発型） |
| 短距離地対空誘導弾            |         |         |          |      |      |      | 11式短距離地対空誘導弾               |
| 中距離地対空誘導弾            | 1式     |         | 2式      |      |      |      | 03式中距離地対空誘導弾（改善型）     |
| 中距離多目的誘導弾            |         |         |          |      |      |      | 中距離多目的誘導弾                   |
| 対空電子戦装置                |         | 2式     | 2式      |      |      |      | 対空電子戦装置I型                    |

海上自衛隊
| 装備                     | 2023 | 2024 | 2025 | 2026 | 2027 | 合計 | 内容              |
| ------------------------ | ---- | ---- | ---- | ---- | ---- | ---- | ----------------- |
| イージス・システム搭載艦 |      | 2隻  |      |      |      |      | 艦種記号未定      |
| 護衛艦                   | 2隻  |      |      |      |      |      | もがみ型          |
| 護衛艦                   |      | 2隻  | 3隻  |      |      |      | 新型FFM           |
| 潜水艦                   | 1隻  | 1隻  | 1隻  |      |      |      | たいげい型        |
| 哨戒艦                   | 4隻  |      |      |      |      |      | 1,900トン型       |
| 掃海艦                   |      | 1隻  |      |      |      |      | あわじ型          |
| 補給艦                   |      | 1隻  |      |      |      |      | 14,500トン型      |
| 固定翼哨戒機             | 3機  | 3機  | 2機  |      |      |      | P-1               |
| 滞空型無人機             |      |      | 2機  |      |      |      | MQ-9B             |
| 哨戒ヘリコプター         | 6機  | 6機  | 2機  |      |      |      | SH-60L            |
| 艦載型無人機             |      |      | 6機  |      |      |      | 艦載型UAV（小型） |
| 救難飛行艇               |      |      | 1機  |      |      |      | US-2              |
| 掃海・輸送ヘリコプター   | 2機  |      |      |      |      |      | MCH-101           |

航空自衛隊
| 装備               | 2023 | 2024 | 2025 | 2026 | 2027 | 合計 | 内容           |
| ------------------ | ---- | ---- | ---- | ---- | ---- | ---- | -------------- |
| 戦闘機             | 8機  | 8機  | 8機  |      |      |      | F-35A          |
| 戦闘機             | 8機  | 7機  | 3機  |      |      |      | F-35B          |
| 輸送機             | 2機  |      |      |      |      |      | C-2            |
| 新早期警戒(管制)機 | 5機  |      |      |      |      |      | E-2D           |
| 新空中給油・輸送機 |      |      | 4機  |      |      |      | KC-46A         |
| 電波情報収集機     |      | 1機  | 1機  |      |      |      | RC-2           |
| 戦闘機能力向上     | 18機 |      |      |      |      |      | F-15J          |
| 戦闘機能力向上     | 9機  | 8機  | 8機  |      |      |      | F-2            |
| 救難ヘリコプター   | 12機 |      |      |      |      |      | UH-60JⅡ        |
| 輸送ヘリコプター   |      | 5機  |      |      |      |      | CH-47J         |
| 初等練習機         |      |      | 2機  |      |      |      | T-6 テキサンII |